# Roland Hanna
Roland Hanna est un pianiste américain né le 10 février 1932 à Détroit, mort le 13 novembre 2002 à Hackensack (New Jersey).

## Biographie
Dès l'enfance, Hanna, dont le père est prédicateur, étudie le piano en autodidacte. Il se produit dans des clubs de Détroit à la fin des années 1940, puis étudie à la Eastman School de Rochester (1954) et à la Juilliard School de New York.
On le retrouve avec Benny Goodman (1958), il accompagne Sarah Vaughan et joue en trio au Five Spot. En 1967 il rejoint le Thad Jones/Mel Lewis Orchestra, avec lequel il fait une tournée européenne.
En 1969, il est fait chevalier par le président du Libéria, William Tubman.
Dans les années 1970 il travaille avec Frank Wess, Ron Carter, Ben Riley, le New York Jazz Quartet. À partir de la fin des années 1970, il se produit surtout en leader ou en soliste.
Il est à la semi-retraite pour la plupart des années 1980, bien qu'il revienne à la musique plus tard dans la décennie.
Il a enregistré avec Kenny Burrell, Elvin Jones, Eddie Daniels, Freddie Hubbard,  Buddy DeFranco, Stéphane Grappelli, Louis Smith, Dee Dee Bridgewater, Arnett Cobb, Sarah Vaughan, Mercer Ellington, Benny Carter, Ed Thigpen, Buck Hill, Pepper Adams, ainsi que le guitariste Jim Hall.
Charlie Mingus

## Style
Pianiste brillant, rompu au répertoire classique, Roland Hanna partage avec son ami Tommy Flanagan le goût du « beau piano »: sonorité claire, articulation nette et, plus évident chez lui, une grande indépendance des mains.

## Discographie
- Destry Rides Again (Plays Harold Rome's), 1959
- Easy To Love (The Piano of), 1963
- Child of Gemini, 1971
- Sir Elf, 1973
- A Jazz Hour With: Walkin', 1974
- Perugia, 1974
- Sir Elf Plus 1, 1977
- Time For The Dancers, 1977
- Glove, 1977
- A Gift From The Magi, 1978
- Plays The Music Of Alec Wilder (Helen Merrill Presents), 1978
- Impressions, 1979
- Swing Me No Waltzes, 1979
- Romanesque, 1982
- Gershwin Carmichael Cats, 1982
- Round Midnight, 1987
- Manhattan Christmas, 1987
- Duke Ellington Piano Solos, 1990
- Memoir: One For Eiji, 1990
- Live At Maybeck Recital Hall, Vol.32, 1993
- Hush-A-Bye: Dedicated To Roland Hanna, 1996
- Après un rêve, 2002
- Everything I Love, 2002